# Krypta Zasłużonych na Skałce

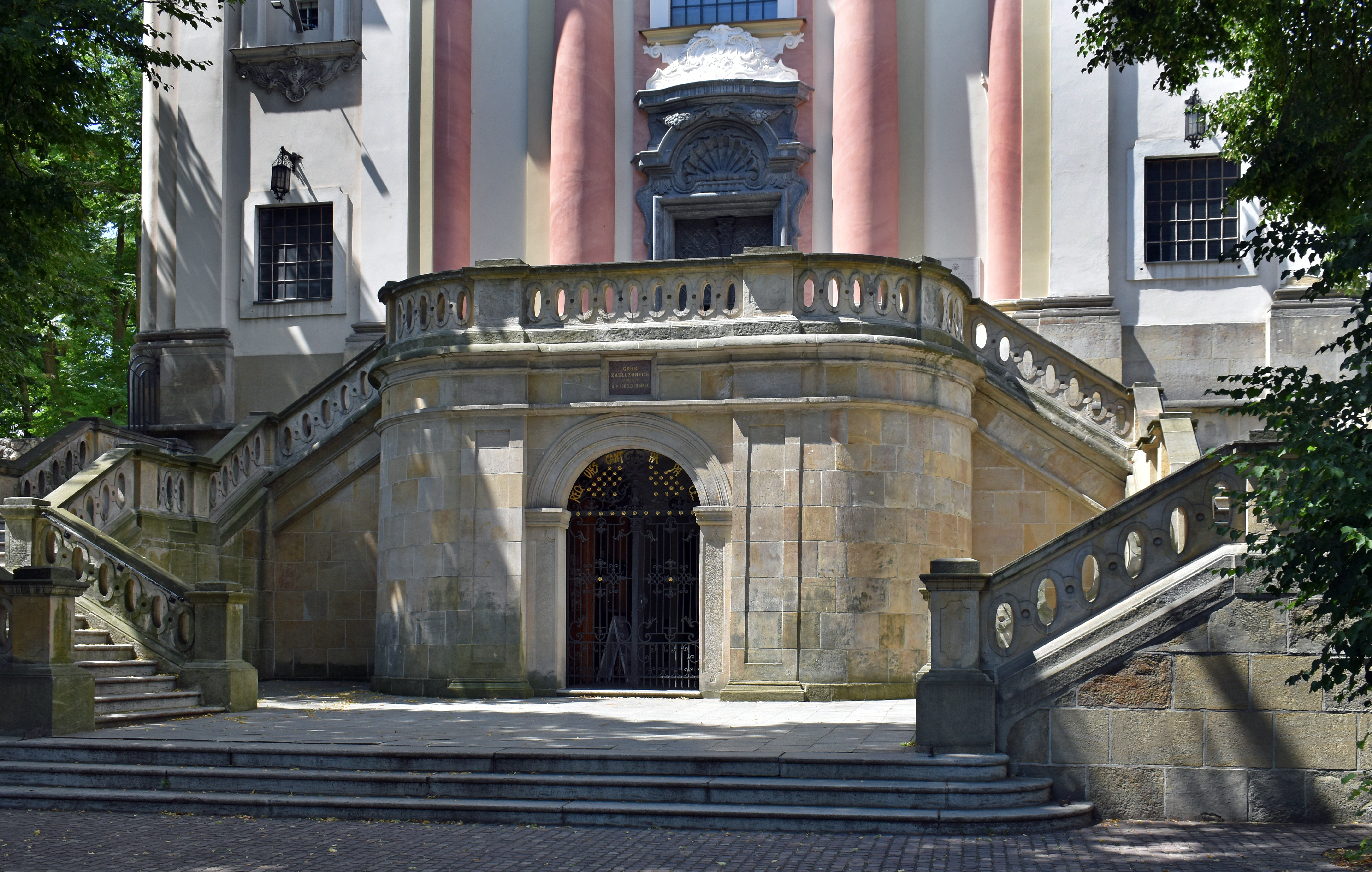
Groby Zasłużonych
wejście do krypty.

Krypta Zasłużonych na Skałce (Panteon Zasłużonych, Groby Zasłużonych Polaków, Sepulcrum Patriae, zwana także Cmentarzem Wielkich Polaków) – krypta w podziemiach bazyliki św. Michała Archanioła i św. Stanisława Biskupa w Krakowie (kościoła Na Skałce). Pomysłodawcą utworzenia krypty był prof. Józef Łepkowski. Kryptę w latach 1876-1880 urządził i zaprojektował Teofil Żebrawski. Na łuku widnieje łaciński napis Credo, quod Redemptor meus vivit („Wierzę, że mój Odkupiciel żyje”). Na początku XX wieku Józef Mikulski stworzył secesyjną polichromię.
W krypcie znajdują się również tablice upamiętniające Aleksandra Brucknera oraz Karolinę Lanckorońską.

## Pochowani
| Rok pochówku | Osoba                               | Uwagi | Groby |
| ------------ | ----------------------------------- | --- | ----- |
| 1880         | Jan Długosz (1415–1480)             | Kronikarz i historyk, twórca jednego z najwybitniejszych dzieł średniowiecznej historiografii europejskiej. Pochowany na Skałce w 400. rocznicę śmierci.                                                          |       |
| 1881         | Wincenty Pol (1807–1872)            | Poeta, geograf, uczestnik powstania listopadowego. |       |
| 1881         | Lucjan Siemieński (1807–1877)       | Poeta, pisarz, krytyk literacki i tłumacz, uczestnik powstania listopadowego. Szczątki przeniesiono z Cmentarza Rakowickiego.                                                                                     |       |
| 1887         | Józef Ignacy Kraszewski (1812–1887) | Pisarz, publicysta, wydawca, historyk, działacz społeczny i polityczny. W trumnie znalazło się również miejsce na ołowianą skrzynię, wypełnioną gazetami z artykułami z jego pogrzebu.                            |       |
| 1893         | Teofil Lenartowicz (1822–1893)      | Etnograf, rzeźbiarz, konspirator i poeta romantyczny. Uroczystości pogrzebowe poprzedził spór między Krakowem a Lwowem o miejsce spoczynku Lenartowicza. Nad trumną przemawiał Adam Asnyk.                        |       |
| 1897         | Adam Asnyk (1838–1897)              | Poeta i dramatopisarz, w czasie powstania styczniowego członek Rządu Narodowego. |       |
| 1902         | Henryk Siemiradzki (1843–1902)      | Malarz, przedstawiciel akademizmu. Uroczystości były szczególnie okazałe, w dowód wdzięczności krakowian za ofiarowany przez malarza własny obraz Pochodnie Nerona, który dał początek zbiorom Muzeum Narodowego. |       |
| 1907         | Stanisław Wyspiański (1869–1907)    | Dramaturg, poeta, malarz, grafik, architekt. |       |
| 1929         | Jacek Malczewski (1854–1929)        | Malarz, jeden z głównych przedstawicieli symbolizmu przełomu XIX i XX wieku. |       |
| 1937         | Karol Szymanowski (1882–1937)       | Kompozytor, pianista, pedagog i krytyk muzyczny. Jego serce zostało przewiezione do Warszawy, gdzie spłonęło podczas powstania warszawskiego.                                                                     |       |
| 1954         | Ludwik Solski (1855–1954)           | Aktor, reżyser, dyrektor teatru. |       |
| 1955         | Tadeusz Banachiewicz (1882–1954)    | Matematyk, astronom i geodeta. Pochowany na Skałce rok po śmierci dzięki staraniom Kazimierza Kordylewskiego. |       |
| 2004         | Czesław Miłosz (1911–2004)          | Prawnik, dyplomata, poeta, prozaik, eseista, historyk literatury i tłumacz; laureat Nagrody Nobla w dziedzinie literatury (1980).                                                                                 |       |